# Anton Loutskievitch
Anton Ivanavitch Loutskievitch (en biélorusse : Антон Іванавіч Луцкевіч ; en russe : Антон Иванович Луцкевич, Anton Ivanovitch Loutskévitch ; en polonais : Anton Łuckiewicz), né le 29 janvier 1884 à Chavli (gouvernement de Kovno, Empire russe ; aujourd'hui Šiauliai en Lituanie) et mort le 23 mars 1942 à Atkarsk, est un éditeur, journaliste, critique littéraire, historien et homme politique biélorusse, Premier ministre de la République populaire biélorusse de 1918 à 1919.
Né dans une famille noble biélorusse, il est le frère cadet d'Ivan Loutskievitch (be) (1881-1919), avec lequel il fonde en 1903 la Hramada révolutionnaire biélorusse (en), un parti politique anti-tsariste prônant l'indépendance de la nation biélorusse. En parallèle, il fait carrière dans le journalisme et l'édition, co-fondant notamment les périodiques de langue biélorusse Nacha Dolia (be) et Nacha Niva en 1906.
Après la proclamation de la République populaire biélorusse le 25 mars 1918, Loutskievitch en est nommé Premier ministre. Son mandat est de courte durée, la jeune république étant envahie l'année suivante par l'URSS et la Pologne.
En 1920, Loutskiévitch s'installe à Vilna, en Pologne (aujourd'hui Vilnius en Lituanie), où il travaille dans l'enseignement secondaire et l'édition. Il reste actif en politique auprès de la communauté biélorusse de Pologne jusqu'en 1933.
Arrêté le 30 septembre 1939 par les Soviétiques qui ont envahi le pays, il est condamné à six ans de prison. Selon la version officielle, il meurt en 1946 au Kazakhstan.